# فراتا پولزینه
فراتا پولزینه (به ایتالیایی: Fratta Polesine) یک کومونه در ایتالیا است که در استان روویگو واقع شده‌است.

## خصوصیات
فراتا پولزینه ۲۰٫۹ کیلومتر مربع مساحت و ۲٬۸۰۱ نفر جمعیت دارد و ۱۱ متر بالاتر از سطح دریا واقع شده‌است.

## خواهرخوانده
شهرهای تولچا، کونورسانو، Trecenta، رکاناتی و پالاتسولو آکریده خواهرخوانده‌های فراتا پولزینه هستند.